# Coupe du Kazakhstan de football 2016
Navigation
Édition précédente Édition suivante
La Coupe du Kazakhstan 2016 est la 25e édition de la Coupe du Kazakhstan depuis l'indépendance du pays. Elle prend place du 21 mars au 19 novembre 2016.
Un total de 26 équipes prennent part à la compétition, incluant les douze équipes de la première division kazakhe auxquelles s'ajoutent neuf clubs du deuxième échelon.
La compétition est remportée par le FK Astana qui l'emporte face au Kaïrat Almaty, tenant du titre, à l'issue de la finale et gagne sa troisième coupe nationale. Les deux clubs étant déjà qualifiés pour la Ligue Europa 2017-2018 par le biais du championnat, la place qualificative pour la compétition est reversée au quatrième de cette même compétition, l'Ordabasy Chimkent.

## Phase de groupes
Les neuf équipes issues de la deuxième division sont réparties en trois groupes de trois clubs qui s'affrontent une fois, pour deux matchs joués pour chaque. À l'issue de ces rencontres, les trois premiers de groupe ainsi que le meilleur deuxième se qualifient pour les huitièmes de finale. Cette phase prend place entre le 28 mars et le 6 avril 2016.

### Groupe A
| Rang | Équipe                  | Pts | J | G | N | P | Bp | Bc | Diff |  | Résultats (▼ dom., ► ext.) | KYZ | BOL | BAÏ |
| ---- | ----------------------- | --- | - | - | - | - | -- | -- | ---- |  | -------------------------- | --- | --- | --- |
| 1    | Kyzyljar Petropavl (D2) | 6   | 2 | 2 | 0 | 0 | 5  | 1  | +4   |  | Kyzyljar Petropavl (D2)    |     |     | 3-0 |
| 2    | Chakhtior Bolat (D2)    | 1   | 2 | 0 | 1 | 1 | 2  | 3  | -1   |  | Chakhtior Bolat (D2)       | 1-2 |     |     |
| 3    | FK Baïkonour (D2)       | 1   | 2 | 0 | 1 | 1 | 1  | 4  | -3   |  | FK Baïkonour (D2)          |     | 1-1 |     |

### Groupe B
| Rang | Équipe             | Pts | J | G | N | P | Bp | Bc | Diff |  | Résultats (▼ dom., ► ext.) | ALT | KAS | EKI |
| ---- | ------------------ | --- | - | - | - | - | -- | -- | ---- |  | -------------------------- | --- | --- | --- |
| 1    | Altaï Semeï (D2)   | 3   | 2 | 1 | 0 | 1 | 2  | 1  | +1   |  | Altaï Semeï (D2)           |     | 0-1 |     |
| 2    | Kaspiy Aqtaw (D2)  | 3   | 2 | 1 | 0 | 1 | 2  | 2  | 0    |  | Kaspiy Aqtaw (D2)          |     |     | 1-2 |
| 3    | FK Ekibastouz (D2) | 3   | 2 | 1 | 0 | 1 | 2  | 3  | -1   |  | FK Ekibastouz (D2)         | 0-2 |     |     |

### Groupe C
| Rang | Équipe                | Pts | J | G | N | P | Bp | Bc | Diff |  | Résultats (▼ dom., ► ext.) | KAY | MAK | KYR |
| ---- | --------------------- | --- | - | - | - | - | -- | -- | ---- |  | -------------------------- | --- | --- | --- |
| 1    | Kaysar Kyzylorda (D2) | 4   | 2 | 1 | 1 | 0 | 2  | 0  | +2   |  | Kaysar Kyzylorda (D2)      |     |     | 2-0 |
| 2    | FK Maktaaral (D2)     | 2   | 2 | 0 | 2 | 0 | 1  | 1  | 0    |  | FK Maktaaral (D2)          | 0-0 |     |     |
| 3    | Kyran Chimkent (D2)   | 1   | 2 | 0 | 1 | 1 | 1  | 3  | -2   |  | Kyran Chimkent (D2)        |     | 1-1 |     |

## Huitièmes de finale
Les rencontres de ce tour sont jouées le 27 avril 2016. Les équipes de la première division font leur entrée à ce stade.
| Date          | Club                   | Score                | Club                       |
| ------------- | ---------------------- | -------------------- | -------------------------- |
| 27 avril 2016 | Ordabasy Chimkent (D1) | 1 - 0                | (D2) Kaysar Kyzylorda      |
| 27 avril 2016 | FK Atyraou (D1)        | 1 - 0                | (D2) Altaï Semeï           |
| 27 avril 2016 | FK Astana (D1)         | 1 - 0                | (D2) Kaspiy Aqtaw          |
| 27 avril 2016 | Tobol Kostanaï (D1)    | 0 - 0 ap (2 - 4 tab) | (D2) Kyzyljar Petropavl    |
| 27 avril 2016 | Akjaïyk Oural (D1)     | 0 - 1                | (D1) Irtych Pavlodar       |
| 27 avril 2016 | Kaïrat Almaty (D1)     | 4 - 0                | (D1) Chakhtior Karagandy   |
| 27 avril 2016 | FK Aktobe (D1)         | 0 - 1                | (D1) Jetyssou Taldykourgan |
| 27 avril 2016 | Okjetpes Kökşetaw (D1) | 2 - 1                | (D1) FK Taraz              |

## Quarts de finale
Les rencontres de ce tour sont jouées le 25 mai 2016.
| Date        | Club                       | Score                | Club                   |
| ----------- | -------------------------- | -------------------- | ---------------------- |
| 25 mai 2016 | Jetyssou Taldykourgan (D1) | 0 - 2                | (D1) Kaïrat Almaty     |
| 25 mai 2016 | Kyzyljar Petropavl (D2)    | 2 - 3                | (D1) FK Astana         |
| 25 mai 2016 | Okjetpes Kökşetaw (D1)     | 1 - 2                | (D1) Irtych Pavlodar   |
| 25 mai 2016 | FK Atyraou (D1)            | 1 - 1 ap (4 - 1 tab) | (D1) Ordabasy Chimkent |

## Demi-finales
Les demi-finales sont disputés sous la forme de confrontations en deux manches, les matchs aller étant joués le 21 septembre et les matchs retour les 5 et 6 novembre 2016.
| Club               | Score | Club                 | Aller | Retour |
| ------------------ | ----- | -------------------- | ----- | ------ |
| Kaïrat Almaty (D1) | 4 - 0 | (D1) FK Atyraou      | 1 - 0 | 3 - 0  |
| FK Astana (D1)     | 7 - 4 | (D1) Irtych Pavlodar | 2 - 1 | 5 - 3  |

## Finale
La finale de cette édition est la même affiche que la saison précédente et voit le FK Astana, qui dispute sa quatrième finale depuis 2010, affronter le Kaïrat Almaty, tenant du titre et dont il s'agît de la dixième finale, la troisième d'affilée depuis 2014. Disputée le 19 novembre 2016 au stade central d'Almaty sous d'importantes chutes de neige, l'unique but de la rencontre est inscrit à la 47e minute par Junior Kabananga, qui permet à Astana de remporter sa troisième coupe nationale.
| ·                   |                      |
| Titulaires :        |                      |
|                     |                      |
|                     | Stas Pokatilov       |
|                     | Žarko Marković       |
|                     | César Arzo           |
|                     | Islambek Kuat        |
|                     | Gafurzhan Suyumbayev |
|                     | Mikhaïl Bakaïev      |
|                     | Bauyrzhan Islamkhan  |
|                     | Isael                |
|                     | Anatoliy Tymoshchuk  |
|                     | Gérard Gohou         |
|                     | Andreï Archavine     |
|                     |                      |
| Entraîneur :        |                      |
| Kakhaber Tskhadadze |                      |

| ·                |                    |     |
| Titulaires :     |                    |     |
|                  |                    |     |
|                  | Aleksandr Mokin    |     |
|                  | Marin Aničić       |     |
|                  | Abzal Beisebekov   |     |
|                  | Yuriy Logvinenko   |     |
|                  | Igor Shitov        |     |
|                  | Dmitri Shomko      |     |
|                  | Nemanja Maksimović |     |
|                  | Roger Cañas        |     |
|                  | Serikzhan Muzhikov | 82e |
|                  | Patrick Twumasi    | 65e |
|                  | Junior Kabananga   | 90e |
|                  |                    |     |
| Remplaçants :    |                    |     |
|                  | Đorđe Despotović   | 65e |
|                  | Tanat Nuserbayev   | 82e |
|                  | Serhiy Malyi       | 90e |
|                  |                    |     |
| Entraîneur :     |                    |     |
| Stanimir Stoilov |                    |     |

| ·                   |                      |
| Titulaires :        |                      |
|                     |                      |
|                     | Stas Pokatilov       |
|                     | Žarko Marković       |
|                     | César Arzo           |
|                     | Islambek Kuat        |
|                     | Gafurzhan Suyumbayev |
|                     | Mikhaïl Bakaïev      |
|                     | Bauyrzhan Islamkhan  |
|                     | Isael                |
|                     | Anatoliy Tymoshchuk  |
|                     | Gérard Gohou         |
|                     | Andreï Archavine     |
|                     |                      |
| Entraîneur :        |                      |
| Kakhaber Tskhadadze |                      |

| ·                |                    |     |
| Titulaires :     |                    |     |
|                  |                    |     |
|                  | Aleksandr Mokin    |     |
|                  | Marin Aničić       |     |
|                  | Abzal Beisebekov   |     |
|                  | Yuriy Logvinenko   |     |
|                  | Igor Shitov        |     |
|                  | Dmitri Shomko      |     |
|                  | Nemanja Maksimović |     |
|                  | Roger Cañas        |     |
|                  | Serikzhan Muzhikov | 82e |
|                  | Patrick Twumasi    | 65e |
|                  | Junior Kabananga   | 90e |
|                  |                    |     |
| Remplaçants :    |                    |     |
|                  | Đorđe Despotović   | 65e |
|                  | Tanat Nuserbayev   | 82e |
|                  | Serhiy Malyi       | 90e |
|                  |                    |     |
| Entraîneur :     |                    |     |
| Stanimir Stoilov |                    |     |